# Janville-sur-Juine
Janville-sur-Juine  [ʒɑ̃vil syʁ ʒyin] je francouzská obec v departementu Essonne v regionu Île-de-France.

## Poloha
Obec Janville-sur-Juine se nachází asi 38 km jihozápadně od Paříže a leží na řece Juine. Obklopují ji obce Lardy na severu, Bouray-sur-Juine na severovýchodě a na východě, Cerny na jihovýchodě, Villeneuve-sur-Auvers na jihu, Auvers-Saint-Georges na jihozápadě a Chamarande na západě a severozápadě.

## Vývoj počtu obyvatel
Počet obyvatel

## Pamětihodnosti
- Dolmen z období neolitu.[1]
- Zámek Gillevoisin ze 17. století.[2]
- Věž Pocancy z 18. století.[3]